# Ilex tadiandamolensis
Ilex tadiandamolensis là một loài thực vật có hoa trong họ Aquifoliaceae. Loài này được Kesh.Murthy, Yogan. & Vasud.Nair mô tả khoa học đầu tiên năm 1987.